# Lambros Fundulis
Lambros Fundulis, gr. Λάμπρος Φουντούλης (ur. 23 stycznia 1961 w Nea Jonia) – grecki polityk, poseł do Parlamentu Europejskiego VIII kadencji.

## Życiorys
Przed przejściem na emeryturę pracował jako urzędnik pocztowy. Jego syn, Jorgos Fundulis, wstąpił do neofaszystowskiego Złotego Świtu. 1 listopada 2013 wraz z innym działaczem partyjnym został zastrzelony przed siedzibą ugrupowania w Iraklio przez nieustalonego sprawcę. Do zdarzenia tego doszło kilka tygodni po zamordowaniu przez członka Złotego Świtu lewicowego rapera Pawlosa Fisasa.
Lambros Fundulis zaangażował się wówczas w działalność polityczną także w ramach Złotego Świtu. W wyborach w 2014 z listy tego ugrupowania uzyskał mandat eurodeputowanego VIII kadencji. Pod koniec kadencji odszedł z partii. W 2020 dołączył do ugrupowania Partia Narodowa – Grecy założonego przez część byłych działaczy Złotego Świtu.